# Valmet L-90 Redigo
Valmet L-90 Redigo (Aermacchi M-290 TP RediGO) — учебно-тренировочный самолёт, разработанный в Финляндии в 1980-х фирмой Valmet Aircraft как дальнейшее развитие самолёта L-70 Miltrainer. Последний военный самолёт, созданный в Финляндии. Предназначен для начальной лётной подготовки, а также разведки и связи.

## История
Разработка нового самолёта началась в 1982 году. Первый прототип поднялся в воздух в начале 1985 года. Второй прототип был утерян в 1988 года в результате аварии. В 1989 году поступил заказ на 10 самолётов от ВВС Финляндии. Затем последовал выпуск ещё 19 самолётов для зарубежных заказчиков. Всего было выпущено 29 серийных самолётов и 2 прототипа. Последний самолёт был выпущен в 1995 году. Итальянская Aermacchi приобрела права на производство в 1996 году, но так и не вернула самолёт в производство, лишь дав своё наименование Aermacchi M-290 TP RediGO.
Самолёт обычной компоновки, с убирающимся трёхопорным шасси и низкорасположенным крылом. Ученик и преподаватель сидят рядом. Как это обычно бывает со многими военными инструкторами, он также может нести лёгкое вооружение для обучения обращению с оружием или, возможно, для использования в качестве непосредственной поддержки. Финские ВВС использовали L-90 только как самолёт связи.

## Тактико-технические характеристики
Экипаж: 2
Длина: 8,5 м
Размах крыла: 10,6 м
Высота: 3,2 м
Площадь крыла: 14,8 м 2
Масса пустого: 970 кг
Максимальная взлётная масса: 1900 кг
Максимальная скорость: 465 км/ч
Практическая дальность: 1400 км
Практический потолок: 7620 м
Узлы подвески: 6 для боевой нагрузки до 600 кг

## На вооружении
- Эритрея 6 в ВВС Эритреи
- Финляндия 10 в ВВС Финляндии
- Мексика 7 в ВМС Мексики